# Ukkusissat (montagna)
L'Ukkusissaq (danese: Store Malene) è una montagna della Groenlandia di 772 m. Si trova a 64°09′47.55″N 51°38′27.3″W; appartiene al comune di Sermersooq.